# 向日市立第6向陽小学校
向日市立第6向陽小学校（むこうしりつだいろくこうようしょうがくこう）は京都府向日市寺戸町大牧にある公立小学校。

## 概要
向日市内で最も標高が高い場所に位置するので、竹林が広がる東側（京都盆地方面）の眺望はできないが、長岡京市･伏見区方面の眺望は良好であり、天候がよければ枚方市のくずはタワーシティという名称の高層マンションや高槻クリーンセンターを見ることができる。

## 沿革
- 1980年 - 開校
- 2012年8月 - 体育館の耐震工事を施工

## 進学先中学校
- 向日市立勝山中学校
- 向日市立西ノ岡中学校

上記2つの中学校区の境界は京都府道207号上久世石見上里線である

## 交通
- 阪急電鉄阪急京都線東向日駅より徒歩約25分
- JR京都線向日町駅より徒歩約35分

## 通学区域が隣接している学校
- 向日市立第2向陽小学校
- 向日市立第4向陽小学校
- 向日市立第3向陽小学校
- 向日市立向陽小学校
- 京都市立上里小学校
- 京都市立洛西陵明小中学校